# Drunk Parents
Drunk Parents (Portugal: Uns Pais do Pior) é um filme de comédia estadunidense de 2019 dirigida por Fred Wolf e escrita por Peter Gaulke e Fred Wolf. O filme é estrelado por Alec Baldwin, Salma Hayek, Joe Manganiello, Natalia Cigliuti, Jim Gaffigan e Ben Platt.
O filme foi lançado em 21 de março de 2019, pela DirecTV Cinema, e também foi lançado em versão limitada em 19 de abril de 2019, pela Vertical Entertainment. O filme ganhou alguma atenção e popularidade após seu lançamento na plataforma de streaming de vídeo Netflix em agosto de 2020.

## Sinopse
Frank e Nancy Teagarten estão enfrentando uma série de crises financeiras: a outrora bem-sucedida empresa de Frank está à beira da falência, sua casa está em execução hipotecária e eles acabaram de enviar sua filha Rachel para uma faculdade da Ivy League que eles não podem pagar. Desesperados, eles tentam vender tudo o que possuem e alugam para qualquer pessoa com dinheiro - incluindo, sem o seu conhecimento, um criminoso sexual condenado - tudo enquanto afogam suas mágoas em vinho tinto.

## Elenco
- Alec Baldwin como Frank Teagarten[2]
- Salma Hayek como Nancy Teagarten[3]
- Joe Manganiello como Bob Donnelly[3]
- Natalia Cigliuti como Betty Donnelly[4]
- Jim Gaffigan como Carl Mancini[3]
- Ben Platt como Jason Johnson[3]
- Aimee Mullins como Heidi Bianchi
- Treat Williams como Dan Henderson
- Olivia Luccardi como Jessie
- Aasif Mandvi como Nigel
- Scott Mescudi como Scottie Tow Driver
- Michelle Veintimilla como Rachel Teagarten
- Kelly AuCoin como reitora de Tyler
- JoJo Kushner como Rose
- Dan Soder como Randall
- Sasha Mitchell como Shope
- Stephen Gevedon como Tom
- Matthew Porter como Matthew
- Eddie Schweighardt como Tristan Donnelly
- Jeremy Shinder como Trey
- Meg Wolf como Agente Meg Barnes
- Mark Gessner como Agente Especial Chad Milhouse
- Brian Donahue como Wayne
- Adam Enright como atendente do portão
- Peter Gaulke como oficial de condicional
- Will Ferrell como o vagabundo
- Colin Quinn como Colin the Bum

## Produção
Em setembro de 2015, Alec Baldwin e Salma Hayek se juntaram ao elenco do filme. Em 15 de janeiro de 2016, Joe Manganiello, Jim Gaffigan, Bridget Moynahan e Ben Platt se juntaram ao elenco do filme. Em 8 de fevereiro de 2016, Natalia Cigliuti se juntou ao elenco do filme. A fotografia principal começou em 13 de janeiro de 2016 na cidade de Nova York.

## Lançamento
Em maio de 2017, foi anunciado que a Aviron Pictures havia adquirido os direitos de distribuição do filme. Em setembro de 2018, foi anunciado que a Vertical Entertainment e a DirecTV Cinema distribuiriam o filme. Foi lançado pela DirecTV Cinema em 21 de março de 2019, o filme também foi lançado em uma versão limitada em 19 de abril de 2019.